# Richie Kamuca Quartet
| Recensione | Giudizio |
| ---------- | -------- |
| AllMusic   | [ 1 ]    |

Richie Kamuca Quartet è un album discografico a nome Richie Kamuca Quartet, pubblicato dall'etichetta discografica Mode Records nel luglio del 1957 .

## Tracce

### LP
Lato A
1. Just Friends – 5:22 (John Klenner, Sam M. Lewis)
2. Rain Drain – 3:34 (Richie Kamuca)
3. What's New – 2:28 (Johnny Burke, Bob Haggart)
4. Early Bird – 4:12 (Carl Perkins)

Lato B
1. Nevertheless – 6:16 (Bert Kalmar, Harry Ruby)
2. My One and Only Love – 3:34 (Robert Mellin, Guy Wood)
3. Fire One – 2:10 (Carl Perkins)
4. Cherokee – 3:01 (Ray Noble)

## Formazione
- Richie Kamuca - sassofono tenore
- Carl Perkins - piano
- Leroy Vinnegar - contrabbasso
- Stan Levey - batteria

Note aggiuntive
- Dayton Howe - ingegnere delle registrazioni
- Eva Diana - dipinto copertina frontale album originale
- Dave Pell - foto interno e retro copertina album originale
- Joe Quinn - note retrocopertina album originale[3]